# Frihjulsnav
Frihjulsnav eller frirullningsnav sitter som standard (vanligtvis på framhjulen) på många terrängbilar med urkopplingsbar fyrhjulsdrift, men de kan också eftermonteras på terrängbilar som saknar frihjulsnav. 
Frihjulsnavens funktion är att frikoppla drivaxlarna mellan framhjulen och fördelningslådan när fyrhjulsdriften inte används. Fördelen med frihjulsnav är att man sänker bränsleförbrukningen genom att drivaxlarna inte rullar med och därmed upptar energi. En annan fördel är att de därmed också minskar slitaget på den del av drivlinan som är frikopplad.
Det finns två huvudtyper av frihjulsnav - manuella och automatiska. De manuella kräver att man stiger ur bilen och vrider om små vred på naven för att de skall kopplas i eller ur. De automatiska kopplas vanligtvis i automatiskt när bilen står stilla och fyrhjulsdriften kopplas i. För att frikoppla dem måste man i de flesta fall backa någon meter med urkopplad fyrhjulsdrift. Det finns också frihjulsnav som är en kombination av manuella och automatiska. Dessa kan låsas manuellt, men i friläge fungerar de som automatiska frihjulsnav.